# Climate Mayors
Mayors National Climate Action Agenda, kallas Climate Mayors, är en amerikansk klimatkoalition bestående av 426 orter och countyn som har skrivit på Parisavtalet 2015, och där de ska följa de uppsatta klimatmålen. Koalitionen bildades 2014 av borgmästarna Eric Garcetti (D; Los Angeles, Kalifornien), Michael Nutter (D; Philadelphia, Pennsylvania) och Annise Parker (D; Houston, Texas) och finansierades initialt av stiftelsen Clinton Global Initiative.
Deras mål är att kollektivt arbeta för att reducera koldioxidutsläppen och att den globala temperaturökningen ska begränsas till långt under två grader Celsius och ansträngningar göras för att hålla ökningen under 1,5 grader Celsius jämfört med förindustriell nivå.

## Orter
Listan består av de städer där deras dåvarande/nuvarande borgmästare har skrivit under att deltaga i klimatkoalitionen.
Uppdaterad: 3 juni 2019.
| - Alameda, Kalifornien - Albany, Kalifornien - Albany, New York - Albany, Oregon - Albuquerque, New Mexico - Alexandria, Virginia - Allentown, Pennsylvania - Ambler, Pennsylvania - Amesville, Ohio - Anchorage, Alaska - Anderson, South Carolina - Ann Arbor, Michigan - Apalachicola, Florida - Arcata, Kalifornien - Ardsley, New York - Arvin, Kalifornien - Asheville, North Carolina - Aspen, Colorado - Athens, Ohio - Atlanta, Georgia - Austin, Texas - Baltimore, Maryland - Bayfield, Wisconsin - Beaverton, Oregon - Bellevue, Idaho - Bellingham, Washington - Belmont, Kalifornien - Berkeley, Kalifornien - Bethlehem, Pennsylvania - Beverly, Massachusetts - Beverly Hills, Kalifornien - Bexley, Ohio - Binghamton, New York - Birmingham, Alabama - Bisbee, Arizona - Blacksburg, Virginia - Bloomington, Illinois - Bloomington, Indiana - Bloomington, Minnesota - Boise, Idaho - Boston, Massachusetts - Boulder, Colorado - Bozeman, Montana - Breckenridge, Colorado - Bridgeport, Connecticut - Brighton, New York - Brisbane, Kalifornien - Buchanan, Michigan - Buffalo, New York - Burlingame, Kalifornien - Burlington, Kalifornien - Burnsville, Minnesota - Cambridge, Massachusetts - Camuy, Puerto Rico - Cape Canaveral, Florida - Cape May Point, New Jersey - Carmel, Indiana - Carrboro, North Carolina - Carson, Kalifornien - Carver, Minnesota - Champaign, Illinois - Chapel Hill, North Carolina - Charleston, South Carolina - Charles Town, West Virginia - Charlotte, North Carolina - Charlottesville, Virginia - Chattanooga, Tennessee - Cherry Hill, New Jersey - Chicago, Illinois - Chula Vista, Kalifornien - Cincinnati, Ohio - Claremont, Kalifornien - Clarkston, Georgia - Cleveland, Ohio - Coconut Creek, Florida - College Park, Maryland - Columbia, Missouri - Columbia, South Carolina - Columbus, Ohio - Concord, New Hampshire - Conshohocken, Pennsylvania - Cooperstown, New York - Coral Gables, Florida - Corte Madera, Kalifornien - Cortland, New York - Corvallis, Oregon - Cotati, Kalifornien - Crete, Nebraska - Culver City, Kalifornien - Cupertino, Kalifornien - Cutler Bay, Florida - Dallas, Texas - Daly City, Kalifornien - Davis, Kalifornien - DeKalb, Illinois - Delray Beach, Florida - Denver, Colorado - Des Moines, Iowa - Detroit, Michigan - Dover, New Hampshire - Downingtown, Pennsylvania - Dublin, Kalifornien - Dubuque, Iowa - Duluth, Minnesota - Dunn, Wisconsin - Duquesne, Pennsylvania - Durham, North Carolina | - East Brunswick, New Jersey - East Lansing, Michigan - Eden Prairie, Minnesota - Edgewater, Colorado - Edina, Minnesota - Edmonds, Washington - El Cerrito, Kalifornien - El Monte, Kalifornien - Elburn, Illinois - Elgin, Illinois - Emeryville, Kalifornien - Encinitas, Kalifornien - Erie, Pennsylvania - Eugene, Oregon - Evanston, Illinois - Everett, Washington - Fairbanks North Star Borough, Alaska - Fairfax, Virginia - Fairfield, Iowa - Falcon Heights, Minnesota - Falls Church, Virginia - Fanwood, New Jersey - Fayetteville, Arkansas - Ferndale, Michigan - Flagstaff, Arizona - Flint, Michigan - Fort Bragg, Kalifornien - Fort Collins, Colorado - Fort Lauderdale, Florida - Fort Wayne, Indiana - Franklin, North Carolina - Fremont, Kalifornien - Fresno, Kalifornien - Frisco, Colorado - Gainsville, Florida - Gambler, Ohio - Gary, Indiana - Gladstone, Oregon - Glen Rock, New Jersey - Glendale, Kalifornien - Glendale, Wisconsin - Gloucester, Massachusetts - Golden, Colorado - Goleta, Kalifornien - Grand Rapids, Michigan - Greenbelt, Maryland - Greensboro, North Carolina - Greenville, South Carolina - Gulfport, Florida - Half Moon Bay, Kalifornien - Hallandale Beach, Florida - Hamtramck, Michigan - Hartford, Connecticut - Hastings-on-Hudson, New York - Hawaii County, Hawaii - Hayward, Kalifornien - Healdsburg, Kalifornien - Highland Park, Illinois - Highland Park, New Jersey - Highlands, North Carolina - Hollywood, Florida - Hoboken, New Jersey - Holyoke, Massachusetts - Honolulu County, Hawaii - Hood River, Ohio - Houston, Texas - Hudson, New York - Huron, Kalifornien - Hyattsville, Maryland - Imperial Beach, Kalifornien - Iowa City, Iowa - Irvington, New York - Ithaca, New York - Jackson, Michigan - Jackson, Wyoming - Jersey City, New Jersey - Kalamazoo, Michigan - Kansas City, Missouri - Kauai County, Hawaii - Kenosha, Wisconsin - Ketchum, Idaho - Kingston, New York - Kirkland, Washington - Kissimmee, Florida - Knoxville, Tennessee - La Crosse, Wisconsin - Lafayette, Colorado - Laguna Woods, Kalifornien - Lakewood, Colorado - Lakewood, Ohio - Lancaster, Pennsylvania - Lansing, Michigan - Lapeer, Michigan - Las Cruces, New Mexico - Lauderhill, Florida - Laurel, Maryland - Lawrence, Kansas - Lewes, Delaware - Little Rock, Arkansas - Long Beach, Kalifornien - Long Branch, New Jersey - Longmont, Colorado - Los Altos, Kalifornien - Los Altos Hills, Kalifornien - Los Angeles, Kalifornien - Los Gatos, Kalifornien - Louisville, Kentucky | - Lynnwood, Washington - Macon-Bibb County, Georgia - Madison, Wisconsin - Malden, Massachusetts - Malibu, Kalifornien - Manchester, New Hampshire - Manhattan Beach, Kalifornien - Manitou Springs, Colorado - Maplewood, Minnesota - Maplewood, Missouri - Marbletown, New York - Marlboro, New Jersey - Martinez, Kalifornien - Maui County, Hawaii - Medford, Massachusetts - Melrose, Massachusetts - Memphis, Tennessee - Menlo Park, Kalifornien - Miami, Florida - Miami Beach, Florida - Middleton, Wisconsin - Middletown, Connecticut - Milford, Connecticut - Milford, Pennsylvania - Millbrae, Kalifornien - Millcreek, Utah - Milwaukee, Wisconsin - Milwaukie, Oregon - Minneapolis, Minnesota - Miramar, Florida - Missoula, Montana - Moab, Utah - Monona, Wisconsin - Montgomery, Illinois - Montpelier, Vermont - Mooresville, North Carolina - Morgantown, West Virginia - Morristown, New Jersey - Morro Bay, Kalifornien - Mosier, Oregon - Mukilteo, Washington - Mount Pocono, Pennsylvania - Mountain View, Kalifornien - Napa, Kalifornien - Nashua, New Hampshire - Nashville, Tennessee - Nederland, Colorado - New Bedford, Massachusetts - New Haven, Connecticut - New Orleans, Louisiana - New Paltz, New York - New York, New York - Newark, New Jersey - Newburyport, Massachusetts - Newport News, Virginia - Newton, Massachusetts - Niagara Falls, New York - Normal, Illinois - Norman, Oklahoma - North Bay Village, Florida - North Brunswick, New Jersey - North Miami, Florida - Northampton, Massachusetts - Nyack, New York - Oakland, Kalifornien - Ojai, Kalifornien - Olympia, Washington - Orlando, Florida - Ossining, New York - Palo Alto, Kalifornien - Park City, Utah - Pawtucket, Rhode Island - Pembroke Pines, Florida - Petaluma, Kalifornien - Philadelphia, Pennsylvania - Phoenix, Arizona - Pinecrest, Florida - Pittsboro, North Carolina - Pittsburg, Kansas - Pittsburgh, Pennsylvania - Pittsfield, Massachusetts - Plainsboro, New Jersey - Pleasant Ridge, Michigan - Pompano Beach, Florida - Port Townsend, Washington - Portland, Maine - Portland, Oregon - Portsmouth, New Hampshire - Princeton, New Jersey - Providence, Rhode Island - Raleigh, North Carolina - Rancho Cordova, Kalifornien - Redmond, Washington - Redwood City, Kalifornien - Rehoboth Beach, Delaware - Reno, Nevada - Richmond, Kalifornien - Richmond, Virginia - Rochester, Minnesota - Rochester, New York - Rockaway Beach, Oregon - Rockford, Illinois - Rockwood, Michigan - Rohnert Park, Kalifornien - Royal Oak, Michigan - Sacramento, Kalifornien | - Saint Helena, Kalifornien - Saint Louis, Missouri - Saint Louis Park, Minnesota - Saint Paul, Minnesota - Saint Peters, Missouri - Saint Petersburg, Florida - Salem, Massachusetts - Salem, Oregon - Salisbury, Maryland - Salt Lake City, Utah - San Antonio, Texas - San Carlos, Kalifornien - San Diego, Kalifornien - San Fernando, Kalifornien - San Francisco, Kalifornien - San Jose, Kalifornien - San Leandro, Kalifornien - San Luis Obispo, Kalifornien - San Marcos, Texas - San Mateo, Kalifornien - Santa Ana, Kalifornien - Santa Barbara, Kalifornien - Santa Clara, Kalifornien - Santa Cruz, Kalifornien - Santa Fe, New Mexico - Santa Monica, Kalifornien - Santa Rosa, Kalifornien - Sarasota, Florida - Saratoga Springs, New York - Satellite Beach, Florida - Savanna, Illinois - Seattle, Washington - Secaucus, New Jersey - Skokie, Illinois - Sleepy Hollow, New York - Smithville, Texas - Snoqualmie, Washington - Somerset, Maryland - Somersworth, New Hampshire - Somerville, Massachusetts - Sonoma, Kalifornien - South Bend, Indiana - South Miami, Florida - South Orange Village, New Jersey - South Portland, Maine - Springfield, Massachusetts - Stamford, Connecticut - State College, Pennsylvania - Stockton, Kalifornien - Sunnyvale, Kalifornien - Sunrise, Florida - Surfside, Florida - Swarthmore, Pennsylvania - Swedesboro, New Jersey - Syracuse, New York - Tacoma, Washington - Takoma Park, Maryland - Tallahassee, Florida - Tampa, Florida - Tarrytown, New York - Telluride, Colorado - Tempe, Arizona - Toledo, Ohio - Torrance, Kalifornien - Traverse City, Michigan - Trenton, New Jersey - Tualatin, Oregon - Tucson, Arizona - Tukwila, Washington - Union City, New Jersey - University City, Missouri - Urbana, Illinois - Vail, Colorado - Vancouver, Washington - Venice, Florida - Ventura, Kalifornien - Verona, New Jersey - Village of Lake George, New York - Washington, D.C. - Watsonville, Kalifornien - Waukegan, Illinois - West Hartford, Connecticut - West Haven, Connecticut - West Hollywood, Kalifornien - West Lafayette, Indiana - West Linn, Oregon - West New York, New Jersey - West Palm Beach, Florida - West Sacramento, Kalifornien - West Wendover, Nevada - Westland, Michigan - Westminster, Colorado - Weston, Florida - Wheat Ridge, Colorado - White Plains, New York - Whitefish, Montana - Whitney Point, New York - Windsor, Kalifornien - Windsor Heights, Iowa - Winston-Salem, North Carolina - Woodland, Kalifornien - Woodside, Kalifornien - Woodstock, Illinois - Worcester, Massachusetts - Yonkers, New York - Ypsilanti, Michigan |

## Styrelse
| Position      | Namn               | Stad (om personen är borgmästare) | Yrke (om personen inte är borgmästare)                     |
| ------------- | ------------------ | --------------------------------- | ---------------------------------------------------------- |
| Medordförande | Eric Garcetti      | Los Angeles, Kalifornien          |                                                            |
|               | Madeline Rogero    | Knoxville, Tennessee              |                                                            |
|               | Sylvester Turner   | Houston, Texas                    |                                                            |
|               | Marty Walsh        | Boston, Massachusetts             |                                                            |
| Ledamöter     | Katherine Gajewski |                                   | Före detta hållbarhetschef för Philadelphia, Pennsylvania. |
|               | Roger Kim          |                                   | Före detta miljörådgivare åt San Franciscos borgmästare.   |
|               | Matt Petersen      |                                   | Före detta hållbarhetschef för Los Angeles, Kalifornien.   |